# Antigua Barracuda FC
El Antigua Barracuda fue un equipo de fútbol de Antigua y Barbuda que jugó en la USL Professional Division de los Estados Unidos entre 2010 y 2014.

## Historia
Fue fundado en el 2010 en la capital St. John's. Originalmente se unió a la USL First Division en el 2011 y luego se convirtió en uno de los equipos fundadores de la USL Professional Division luego de que la USL First Division y la USL Second Division desaparecieran.
El club se disolvió por motivos económicos el 6 de enero de 2014.

## Participación en competiciones de la CONCACAF
- Campeonato de Clubes de la CFU: 1 aparición

2012 - Semifinales

## Entrenadores
- Tom Curtis, 2011 - 2012[5]
- Nando (2013)[6]
- Adrian Whitbread (2013)[7]

## Récord Histórico
| Año  | División | Liga    | Temporada Regular       | Playoffs     | CFU Club Championship | Asistencia Promedio |
| ---- | -------- | ------- | ----------------------- | ------------ | --------------------- | ------------------- |
| 2011 | 3        | USL Pro | 6.º, División Americana | No clasificó | No clasificó          | 1,189               |
| 2012 | 3        | USL Pro | 11.º                    | No clasificó | 4.º Lugar             | 883                 |
| 2013 | 3        | USL Pro | 13.º                    | No clasificó | 7.º Lugar             | †                   |

† Todos los partidos los jugó de visitante.